# Иво Райчев
Иво Райчев е български журналист. Водещ на „Дарик кафе“, заедно с Михаил Дюзев и Гонг маратон“ по Дарик радио.

## Биография
Иво Райчев е роден на 30 юни 1961 г. в град Шумен. Завършва семестриално дефектология в педагогическия институт „Н. Крупская“, дипломира журналистика във Варненския свободен университет.
Работи като журналист в: радио „Форте“ (1994 – 1998), ТОП ТВ, Ринг ТВ (2002), радио „Гонг“ (2003 – 2007), Дарик радио.
От октомври 2011 г. до 2013 г. е водещ на ТВ предаването „Пред банята“.